# ルンブン寺院
ルンブン寺院（ルンブンじいん、チャンディ・ルンブン、ジャワ語: Candhi Lumbung、インドネシア語: Candi Lumbung）は、インドネシアのジャワ島中部にあり、プランバナン寺院群として国際連合教育科学文化機関（ユネスコ、UNESCO）の世界遺産（文化遺産）に登録された寺院遺跡群のあるプランバナン史跡公園（尼: Taman Wisata Candi Prambanan、英: Prambanan Archeological Complex Park）において、中部ジャワ州クラテン県のプランバナン地区に位置する、9世紀の仏教寺院である。この寺院のかつての名称は明らかではないが、地元ジャワ人が名づけた「チャンディ・ルンブン (Lumbung)」の名は、ジャワ語で「米蔵（穀倉）の寺院」（英: “rice barn temple”）の意である。

## 位置
この寺院は、約8-9世紀のヒンドゥー教・仏教寺院が点在する考古学的に豊かな地域であるケウ平原（プランバナン平野）にあり、プランバナン寺院（チャンディ・プランバナン、尼: Candi Prambanan）、別名ロロ・ジョングラン寺院（チャンディ・ロロ・ジョングラン、尼: Candi Roro Jonggrang〈Candi Rara Jonggrang〉）の北北東500メートル、セウ寺院（チャンディ・セウ、尼: Candi Sewu）の南約500メートル (450m)、ブブラ寺院（チャンディ・ブブラ、尼: Candi Bubrah）の南150メートルに位置する。

## 歴史
ルンブン寺院は小規模ではあるが、近くにあるセウ寺院とかなりの類似性を持つ。西暦782年のケルラク碑文（クルラック碑文）がこの寺院の近くで発見されており、碑文には、マンジュシュリー（梵: Mañjuśrī、文殊師利〈文殊菩薩〉）像の建立について記されていた。記述された寺院はルンブン寺院ないしセウ寺院を指すものと考えられるが、マンジュスリグラ碑文（「mañjuśrīgṛha〈文殊師利祠堂〉」刻文）により792年に増拡されたとするセウ寺院の主祠堂と考える説が有力である。建築構造はセウ寺院に似ており、この寺院は古マタラム王国時代の9世紀に建立され、プランバナン寺院よりも古く、セウ寺院やブブラ寺院とほぼ同時代のものと考えられる。

## 構造

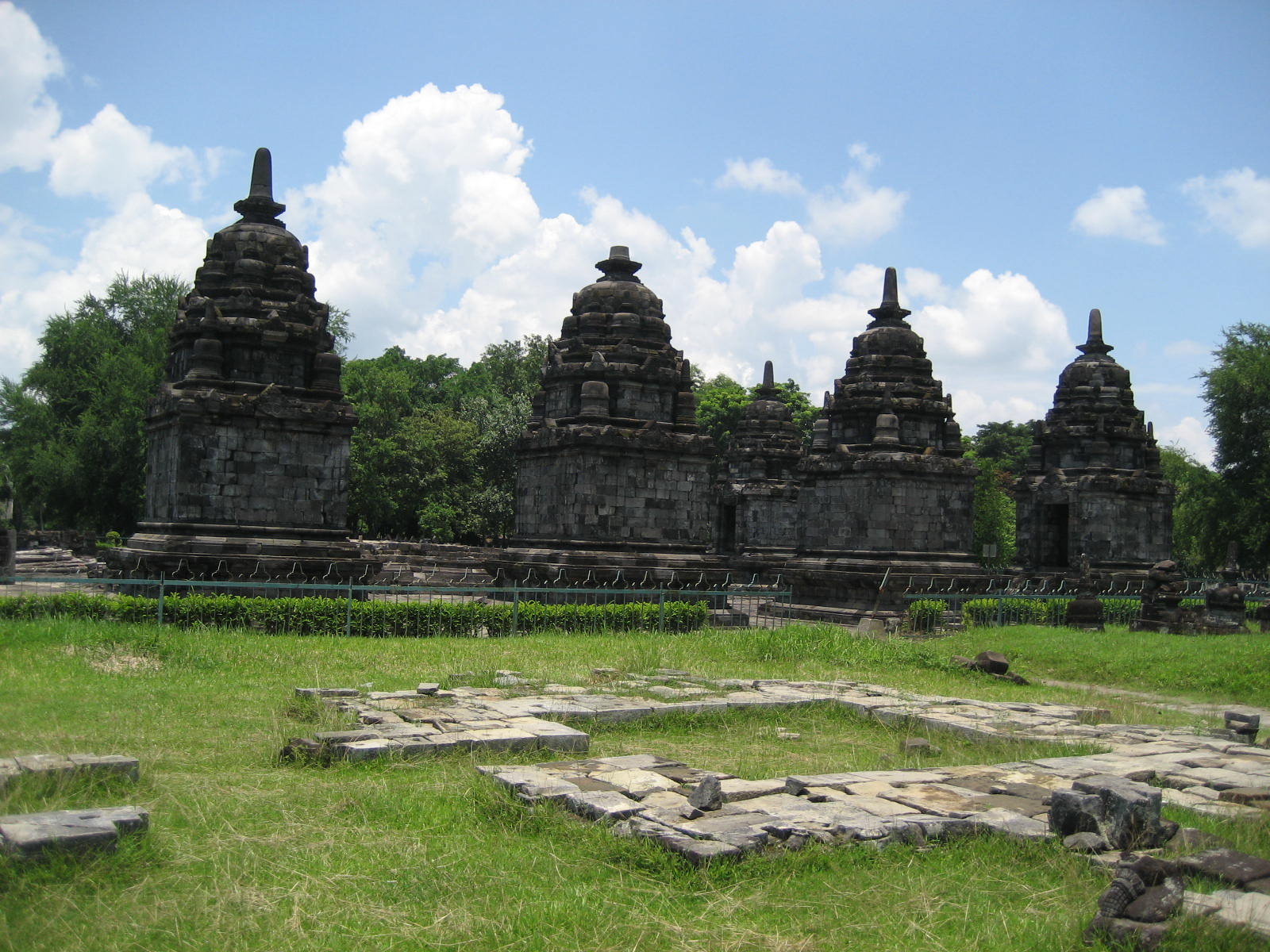
主祠堂を取り囲むプルワラ祠堂

かつて周壁内にあったと思われるルンブン寺院群は、主祠堂および同心状にそれを取り囲む16基のプルワラ小祠堂により構成されている。その建築構造は近くのセウ寺院のものに似る。セウ寺院やプランバナン寺院の主要祠堂と同様、この寺院の主祠堂は東向きであり、入口は寺苑の東側に位置する。主祠堂の基壇（下層）は10メートル四方の曲折した方形（十字形）で、東側に突き出た階段を備える。壁体部の5か所に壁龕（仏龕）があり、東側の入口の両脇にクベーラ（尼: Kuwera、毘沙門天）とハーリティー（尼: Hariti、鬼子母神）像、北・西・南側には如来像が配されている。主祠堂の東側正面より内陣に通じており、内陣は方形で11か所の壁龕を備える。主祠堂の屋蓋（屋根）は崩壊しているが、かつては尖塔を冠していたものと考えられる。
この主祠堂を取り囲んでいるプルワラ小祠堂は、それぞれの基壇が5メートル四方となる同様の意匠により構築され、仏塔（ストゥーパ、梵: Stūpa）で装飾されている。しかし、四方に配置されたプルワラ小祠堂の向きについては特異なものとなる。西側の5基の小祠堂は主祠堂に向かって東方を向き、北・南側の残る4基の祠堂は主祠堂の方向に南・北を向くが、東側の小祠堂は列中央の祠堂のみが主祠堂の向かって西方向を向き、残る東側の中央両側の2基はその東側中央の小祠堂向きにそれぞれ南・北を向いている。

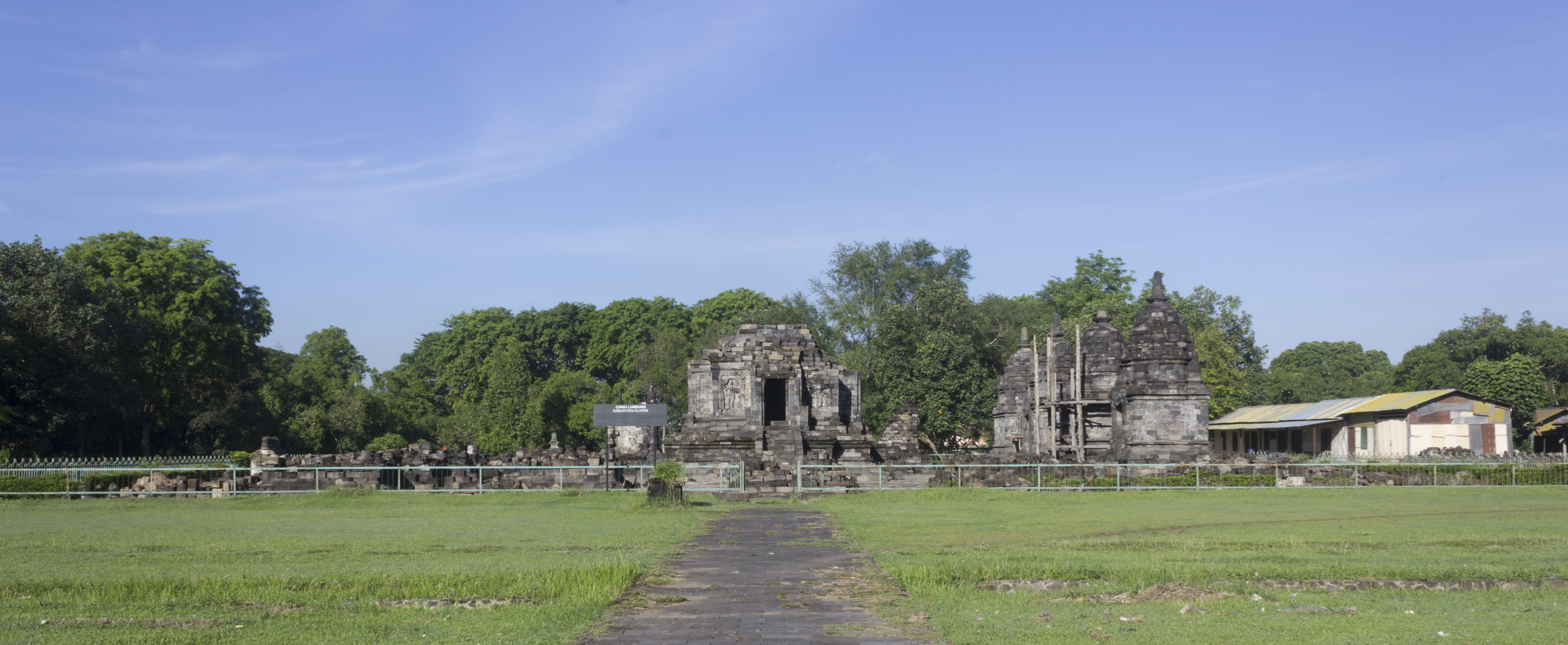
ルンブン寺院群東正面